# یاکوب ینسن
یاکوب ینسن (به دانمارکی: Jacob Jensen)؛ (زادۀ ۲۹ آوریل ۱۹۲۶ میلادی – درگذشتۀ ۱۵ مهٔ ۲۰۱۵ میلادی) یک طراح صنعتی اهل دانمارک بود که بیشتر به خاطر کارش با بنگ و اولافسن شناخته شد. ینسن بسیاری از محصولات مصرفی پرطرفدار با کیفیت بالا را طراحی کرد و یک سبک مینیمالیسم کاربردی را توسعه داد که بخش برجسته‌ای از جنبش مدرن دانمارکی را تشکیل داد. در سال ۱۹۵۸ میلادی او استودیو طراحی یاکوب ینسن را تأسیس کرد. ینسن برای برندهای دیگر از جمله آلکاتل، کرک، بوفرم، جنرال الکتریک، اینترنشنال گیفت کورپوریشن، جو-جو، لابوفا، رودنستاک، روستی (روستی میپل) و استنتوفون طراحی شده‌ است. آثار او در موزۀ هنر مدرن (ام‌اُ‌ام‌ای) در شهر نیویورک به نمایش درآمده و جوایز طراحی متعددی را دریافت کرده‌ است.